# Dengling
Dengling ist ein Gemeindeteil und eine Gemarkung der Gemeinde Mötzing im Oberpfälzer Landkreis Regensburg in Bayern.

## Geschichte
Die Saalkirche St. Markus stammt im Kern aus dem 15. Jahrhundert. 1818 entstand die politische Gemeinde Dengling sowie die weiteren Gemeinden Mötzing, Haimbuch und Schönach. In Dengling bestand zudem bis zur Revolution 1848 das Patrimonialgericht II. Klasse der Familie Berchem. Am 1. Januar 1972 erfolgte im Zuge der Gebietsreform in Bayern die Zusammenlegung der vier Gemeinden Dengling, Haimbuch, Mötzing und Schönach zur neuen Gemeinde Mötzing.